# Distopyrenis
Distopyrenis is een geslacht van schimmels uit de familie Pyrenulaceae. De typesoort is Distopyrenis americana. De naam van het geslacht werd in 1991 geldig gepubliceerd door de Nederlandse mycoloog André Aptroot.

## Soorten
Volgens Index Fungorum telt het geslacht drie soorten (peildatum februari 2023):
| Soortnaam              | Auteur(s) | Publicatiejaar |
| ---------------------- | --------- | -------------- |
| Distopyrenis americana | Aptroot   | 1991           |
| Distopyrenis japonica  | H. Harada | 2000           |
| Distopyrenis violacea  | Aptroot   | 2009           |